# Guadalcanal
Guadalcanal (lokalno ime Isatabu) je 6.500 kvadratnih kilometrov velik otok v jugozahodnem delu Tihega oceana. Spada pod državo Salomonovi otoki. Otok je leta 1568 odkril španski raziskovalec Alvaro de Mendana in ga poimenoval Guadalcanal. Leta 1890 je otok v okviru Salamonovih otokov postal britanski protektorat. Danes na otoku živi okoli 110.000 prebivalcev, več kot polovica v glavnem mestu. Glavno mesto otoka je Honiara, ki je hkrati tudi prestolnica Salomonovih otokov.

## Zgodovina
Na otoku so se 7. avgusta 1942 izkrcali Američani 1. divizije marincev pod vodstvom generalpodpolkovnika Vandegrifta. Ti so uničili japonsko garnizijo in prevzeli nadzor nad Hendersonovim letališčem, toda za to objekt so se še dogajali krvavi spopadi. Tega območja se je kasneje prijel vzdevek »Krvavi greben«. Naslednjo noč so Japonske ladje poskušale dovesti okrepitve, toda tehnično in številčno boljše ameriške ladje so jih premagale. 24. avgusta je japonska mornarica znova napadla v bitki, kasneje znani kot »Bitka pri Vzhodnih Salomonih«. Japonci so izgubili letalonosilko, križarko in rušilec ter 60 letal, medtem ko so jih Američani izgubili le 20.
Ameriška mornarica v nadaljnjih mesecih večkrat odreže japonske okrepitve, največje izgube so jim zadali v bitki pri Santa Cruzu. Tako so na otok ob velikih izgubah pripeljali le 2000 mož. 30. novembra so poskusili še zadnjič izkrcati svoje vojake, nato pa je japonsko vodstvo sklenilo, da svojih transportnih ladij ne bo izpostavljalo nenehnemu bombardiranju.
Zadnje japonske kontinentalne enote so se umaknile 7. februarja 1943. Obe spopadajoči se strani sta imeli velike izgube.